# Limnoria borealis
Limnoria borealis là một loài chân đều trong họ Limnoriidae. Loài này được Kussakin miêu tả khoa học năm 1963.